# Elaine Barkin
Elaine Radoff Barkin, née le 15 décembre 1932 à New York et morte le 22 février 2023, est une compositrice et musicographe américaine.

## Biographie
Elaine Barkin fait ses études auprès de Karol Rathaus au Queens College de l'Université de la ville de New York, où elle obtient un Bachelor en arts en 1954. Elle étudie avec Irving Fine à l'Université Brandeis, où elle obtient un Master of Fine Arts en 1956. Elle étudie aussi avec Boris Blacher à l'Académie de musique Hanns-Eisler de Berlin en 1957.
Elle enseigne d'abord dans divers collèges américains, puis à l'Université de Californie à Los Angeles. Elle collabore au journal Perspectives of New Music de 1963 à 1985.
Dans ses premières œuvres, elle utilise le sérialisme, puis se dirige ensuite vers une « pratique musicale de groupe interactive autonome ».

## Œuvres
- Quatuor à cordes (1969)
- Plus ça change pour orchestre à cordes et percussion (1971)
- Prim Cycles pour flûte, clarinette, violon et violoncelle (1972)
- Inward and Outward Bound, pour treize instruments (1975)
- Ebb Tide, pour deux vibraphones (1977)
- De amore, mini-opéra de chambre (1980)
- Quilt Piece, partition graphique pour sept instruments (1984)
- Rhapsodies, pour flûte et clarinette (1986)
- [Be]coming Together Apart, pour violon et marimba (1987)
- Encore pour ensemble de gamelan (1988)